# Poslovna inteligencija
Poslovna inteligencija (eng. Business Intelligence, BI) je skup metodologija i koncepata za prikupljanje, analizu i distribuciju informacija uz pomoć različitih softverskih alata. U hrvatskom jeziku pojmam poslovne inteligencije može se još odnositi na sposobnost shvaćanja i brzog snalaženja neke tvrtke u novim uvjetima poslovanja.
Poslovna inteligencija je jedna od tehnika poslovnog izvještavanja, koja omogućuje pronalaženje informacija potrebnih za lakše i točnije donošenje poslovnih odluka. Neke od metoda poslovne inteligencije uključuju rudarenje podataka (Data Mining), skladištenje podataka (Data Warehousing) i OLAP mrežnu analitičku obradu podataka. Poslovna inteligencija je evoluirala iz sustava za podršku odlučivanju koji se je koristio u američkim tvrtkama šezdesetih godina 20. stoljeća. 
1989. Howard Dresdner je po prvi put predložio pojam "Business Intelligence" kako bi kategorizirao koncepte i metode koji pomažu u lakšem donošenju poslovnih odluka.

## Vanjske poveznice
- Skladištenje.com  Arhivirana inačica izvorne stranice od 17. listopada 2011. (Wayback Machine)
- Business Intelligence  Arhivirana inačica izvorne stranice od 9. ožujka 2011. (Wayback Machine)
- Business Decision